# Sophie van der Does de Willebois
Sophia Johanna Maria (Sophie) van der Does de Willebois ('s-Hertogenbosch, 26 november 1891 – Utrecht, 11 maart 1961) was een Nederlandse keramiste.

## Leven en werk
Jonkvrouw Van der Does de Willebois studeerde aan de Rijksakademie van beeldende kunsten in Amsterdam. Ze volgde er schilderlessen bij onder meer Richard Roland Holst. In 1919 trouwde ze met de kunstverzamelaar Adriaan Pieter van Stolk (1883-1926), lid van de familie Van Stolk. Ze verhuisde met hem naar de Canarische Eilanden. Ze kregen twee kinderen, Jan, die later ook keramist werd, en de beeldhouwster Romualda Bogaerts-van Stolk. In 1925 verhuisde het gezin naar Italië, waar het ging wonen in Vietri sul Mare. Van der Does kocht ter plaatse een fabriek in majolica. Na het overlijden van haar man, een jaar later, werkte ze met de Italiaan Luigi de Lerma in het bedrijf. Van der Does hief het bedrijf op in 1928 en verhuisde met de kinderen naar Nederland. De Lerma werd directeur van 'Ceramica Icara' op het Griekse eiland Rhodos. Van der Does trok in 1930 ook naar Rhodos, waar ze trouwde met De Lerma. In 1934 vestigde het gezin zich in het Utrechtse Groenekan, waar zij en haar man een pottenbakkerij begonnen. Zij maakten vooral gedecoreerde borden met vissen, vogels en planten. Van der Does maakte ook enkele plastieken van vrouwenfiguren.
Van der Does was lid van de Vereeniging voor Ambachts- en Nijverheidskunst en van het Schilder- en teekengenootschap Kunstliefde in Utrecht.